# Football League One de 2015–16
A Football League One de 2015–16 (chamada de Sky Bet League One por motivos de patrocínio) é a 12ª temporada da Football League One com esse nome e 23ª sob o formato atual. A temporada começou em 8 de Agosto de 2015 e terminou em 7 de Maio de 2016.

## Mudanças da Última Temporada
| Promovidos da League Two - Burton Albion - Shrewsbury Town - Bury - Southend United Rebaixados da Championship - Millwall - Wigan Athletic - Blackpool | Rebaixados para a League Two - Notts County - Crawley Town - Leyton Orient - Yeovil Town Promovidos a Championship - Bristol City - Milton Keynes Dons - Preston North End |

## Visão Geral dos Clubes

### Estadia e localizações
Bury

Oldham Athletic

Rochdale

Wigan Athletic
|                     | Local             | Estadio                      | Capacidade |
| ------------------- | ----------------- | ---------------------------- | ---------- |
| Barnsley            | Barnsley          | Oakwell                      | 23,009     |
| Blackpool           | Blackpool         | Bloomfield Road              | 16,750     |
| Bradford City       | Bradford          | Valley Parade                | 25,136     |
| Burton Albion       | Burton-upon-Trent | Pirelli Stadium              | 6,912      |
| Bury                | Bury              | Gigg Lane                    | 11,640     |
| Chesterfield        | Chesterfield      | Proact Stadium               | 10,400     |
| Colchester United   | Colchester        | Colchester Community Stadium | 10,105     |
| Coventry City       | Coventry          | Ricoh Arena                  | 32,500     |
| Crewe Alexandra     | Crewe             | Gresty Road                  | 10,066     |
| Doncaster Rovers    | Doncaster         | Keepmoat Stadium             | 15,231     |
| Fleetwood Town      | Fleetwood         | Highbury Stadium             | 5,311      |
| Gillingham          | Gillingham        | Priestfield Stadium          | 11,582     |
| Millwall            | Londres           | The Den                      | 20,146     |
| Oldham Athletic     | Oldham            | Boundary Park                | 13,309     |
| Peterborough United | Peterborough      | Abax Stadium                 | 14,319     |
| Port Vale           | Stoke-on-Trent    | Vale Park                    | 18,947     |
| Rochdale            | Rochdale          | Spotland Stadium             | 10,249     |
| Scunthorpe United   | Scunthorpe        | Glanford Park                | 9,183      |
| Sheffield United    | Sheffield         | Bramall Lane                 | 32,702     |
| Shrewsbury Town     | Shrewsbury        | New Meadow                   | 9,875      |
| Southend United     | Southend-on-Sea   | Roots Hall                   | 12,392     |
| Swindon Town        | Swindon           | County Ground                | 15,728     |
| Walsall             | Walsall           | Bescot Stadium               | 11,300     |
| Wigan               | Wigan             | DW Stadium                   | 25,023     |

## Classificação
| Pos | Equipes             | Pts | J  | V  | E  | D  | GM | GS | SG  | Classificação ou rebaixamento                        |
| --- | ------------------- | --- | -- | -- | -- | -- | -- | -- | --- | ---------------------------------------------------- |
| 1   | Wigan Athletic      | 87  | 46 | 24 | 15 | 7  | 82 | 45 | +37 | Promovidos à Football League Championship de 2016–17 |
| 2   | Burton Albion       | 85  | 46 | 25 | 10 | 11 | 57 | 37 | +20 | Promovidos à Football League Championship de 2016–17 |
| 3   | Walsall             | 84  | 46 | 24 | 12 | 10 | 71 | 49 | +22 | Classificados para o Play-off                        |
| 4   | Millwall            | 81  | 46 | 24 | 9  | 13 | 73 | 49 | +24 | Classificados para o Play-off                        |
| 5   | Bradford City       | 80  | 46 | 23 | 11 | 12 | 55 | 40 | +15 | Classificados para o Play-off                        |
| 6   | Barnsley            | 74  | 46 | 22 | 8  | 16 | 70 | 54 | +16 | Classificados para o Play-off                        |
| 7   | Scunthorpe United   | 74  | 46 | 21 | 11 | 14 | 60 | 37 | +13 |                                                      |
| 8   | Coventry City       | 69  | 46 | 19 | 12 | 15 | 67 | 49 | +18 |                                                      |
| 9   | Gillingham          | 69  | 46 | 19 | 12 | 15 | 71 | 56 | +15 |                                                      |
| 10  | Rochdale            | 69  | 46 | 19 | 12 | 15 | 68 | 61 | +7  |                                                      |
| 11  | Sheffield United    | 66  | 46 | 18 | 12 | 16 | 64 | 59 | +5  |                                                      |
| 12  | Port Vale           | 65  | 46 | 18 | 11 | 17 | 56 | 58 | -2  |                                                      |
| 13  | Peterborough United | 63  | 46 | 19 | 6  | 21 | 82 | 73 | +9  |                                                      |
| 14  | Southend United     | 59  | 46 | 16 | 11 | 19 | 58 | 64 | -6  |                                                      |
| 15  | Swindon Town        | 59  | 46 | 16 | 11 | 19 | 64 | 71 | -7  |                                                      |
| 16  | Bury                | 571 | 46 | 16 | 12 | 18 | 56 | 73 | -17 |                                                      |
| 17  | Oldham Athletic     | 54  | 46 | 12 | 18 | 16 | 44 | 58 | -14 |                                                      |
| 18  | Chesterfield        | 53  | 46 | 15 | 8  | 23 | 58 | 70 | -12 |                                                      |
| 19  | Fleetwood Town      | 51  | 46 | 12 | 15 | 19 | 52 | 56 | -4  |                                                      |
| 20  | Shrewsbury Town     | 50  | 46 | 13 | 11 | 22 | 58 | 79 | -21 |                                                      |
| 21  | Doncaster Rovers    | 46  | 46 | 11 | 13 | 22 | 48 | 64 | -16 | Rebaixados à Football League Two de 2016–17          |
| 22  | Blackpool           | 46  | 46 | 12 | 10 | 24 | 40 | 63 | -23 | Rebaixados à Football League Two de 2016–17          |
| 23  | Colchester United   | 40  | 46 | 9  | 13 | 24 | 57 | 99 | -42 | Rebaixados à Football League Two de 2016–17          |
| 24  | Crewe Alexandra     | 34  | 46 | 7  | 13 | 26 | 46 | 83 | -37 | Rebaixados à Football League Two de 2016–17          |

Notas
- 1O Bury foi punido com a perda de três pontos por escalação de jogador irregular.[2]

## Playoff
|  | Semifinais | Semifinais    | Semifinais | Semifinais | Semifinais |  |   | Final    | Final | Final |
|  |            |               |            |            |            |  |   |          |       |       |
|  | 3          | Walsall       | 0          | 1          | 1          |  |   |          |       |       |
|  | 6          | Barnsley      | 3          | 3          | 6          |  |   |          |       |       |
|  |            |               |            |            |            |  | 6 | Barnsley | 3     |       |
|  |            | 4             | Millwall   | 1          |            |  |   |          |       |       |
|  | 5          | Bradford City | 1          | 1          | 2          |  |   |          |       |       |
|  | 4          | Millwall      | 3          | 1          | 4          |  |   |          |       |       |

## Artilharia
| Ranking | Jogadores      | Clubes            | Gols |
| ------- | -------------- | ----------------- | ---- |
| 1       | Will Grigg     | Wigan Athletic    | 25   |
| 2       | Nicky Ajose    | Swindon Town      | 24   |
| 3       | Sam Winnall    | Barnsley          | 23   |
| 4       | Billy Sharp    | Sheffield United  | 21   |
| 5       | Paddy Madden   | Scunthorpe United | 20   |
| 5       | Adam Armstrong | Coventry City     | 20   |
| 5       | Lee Gregory    | Millwall          | 20   |
| 8       | Tom Bradshaw   | Walsall           | 17   |
| 9       | Steve Morison  | Millwall          | 16   |
| 10      | Leon Clarke    | Bury              | 15   |